# ناتشوريزا
ناتشوريزا Natureza شخصية في مسلسل كرتون أنمي كابتن ماجد.

## نبذه عن شخصيته
ناتشوريزا، ملك كرة القدم، بكل ما تعنيه الكلمة، لاعب مرح يحب المرح حتى في اللعب. إنه لاعب برازيلي لم ينتسب إلى أي ناد في الصغر، وإنما نبغ في قريته في الأمازون ومع أصدقائه. اسمه مقتبس عن الكلمة الإنجليزية (نايتشر Nature) والتي تعني الطبيعة. لعب في آخر دقيقة فقط من مباراة البرازيل ضد المنتخب العربي، في نهاية السلسلة الثانية، وأحرز هدفا بسهولة تامة من خارج منطقة الجزاء في مرمى وليد. عبقري، قوي، سحق بسام بسهولة، وفتك بماجد، وحاور وناور الجميع. لم يستطع أحد إيقافه، ولا اللحاق بمستواه إلا ماجد، في آخر لحظة، عندما استطاع أن يحتفظ بالكرة في معركة بالهواء، وثم تسديد قصف هوائي سريع أحرز به هدفا في مرمى ساليناس، حارس منتخب البرازيل. من الملاحظ على ناتشوريزا، أن يمرح كثيرًا في اللعب من دون أن يستخف بالخصم.

## من تقنياته في اللعب
- خدعة الفجر.
- تمريرة الكعب.
- ضربة الزاوية صفر.
- القصف الهوائي.
- الضربة السريعة الطائرة.
- الضربة السريعة الطائرة المزدوجة.
- الضربة العكسية.
- ثلاثي البرازيل الذهبي (مع سانتانا وريفول)